# Hoa hậu Thế giới 2025
Hoa hậu Thế giới 2025 là cuộc thi Hoa hậu Thế giới lần thứ 72, được tổ chức vào ngày 31 tháng 5 năm 2025 tại Trung tâm Triển lãm HITEX, Hyderabad, Telangana, Ấn Độ. Hoa hậu Thế giới 2023 - Krystyna Pyszková đến từ Cộng hòa Séc trao lại vương miện cho Suchata Chuangsri đến từ Thái Lan

## Thông tin cuộc thi

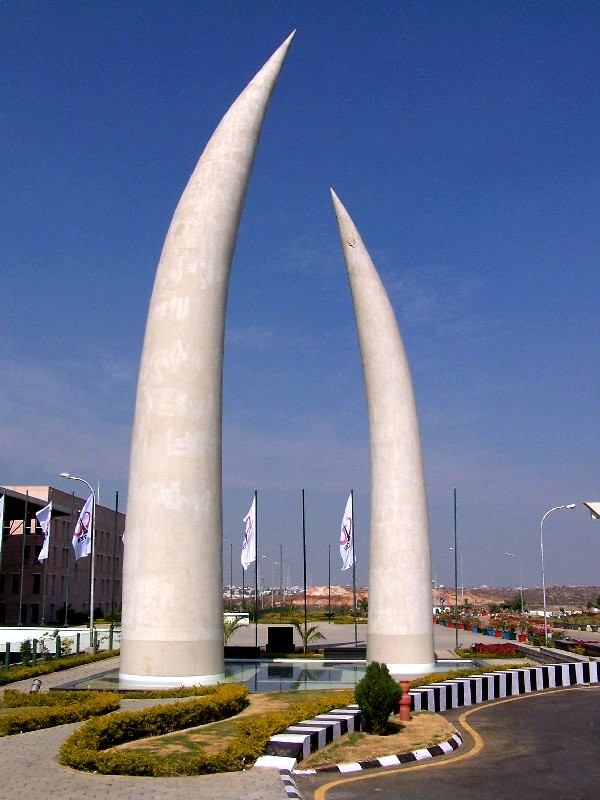
HITEX Exhibition Centre, địa điểm tổ chức cuộc thi Hoa hậu Thế giới 2025

Ngày 19 tháng 2 năm 2025 ban tổ chức thông báo sự kiện cuối cùng sẽ diễn ra vào ngày 31 tháng 5 năm 2025 ở Hyderabad, Ấn Độ. Đây sẽ là lần thứ ba cuộc thi sắc đẹp này được tổ chức tại Ấn Độ. Theo Hoa hậu Thế giới 1996 và cuộc thi sắc đẹp năm ngoái được tổ chức tại 2024.

### Lựa chọn người tham gia
Các thí sinh đến từ 108 quốc gia và vùng lãnh thổ đã được chọn để tham gia cuộc thi.

## Kết quả

### Thứ hạng
| Kết quả               | Thí sinh |
| --------------------- | --- |
| Hoa hậu Thế giới 2025 | - Thái Lan – Opal Suchata Chuangsri $ |
| Á hậu 1               | - Ethiopia – Hasset Dereje Admassu |
| Á hậu 2               | - Ba Lan – Maja Klajda |
| Á hậu 3               | - Martinique – Aurélie Joachim * |
| Top 8                 | - Brazil – Jéssica Pedroso - Namibia – Selma Kamanya * - Philippines – Krishnah Gravidez - Ukraine – Maria Melnychenko |
| Top 20                | - Argentina – Guadalupe Alomar - Úc – Jasmine Stringer - Cameroon – Issie Princesse $ - Ấn Độ – Nandini Gupta * - Ireland – Jasmine Gerhardt * - Ý – Chiara Esposito - Liban – Nada Koussa - Nigeria – Joy Mojisola Raimi - Puerto Rico – Valeria Pérez ★ - Tunisia – Lamis Redissi - Hoa Kỳ – Athenna Crosby - Wales – Millie-Mae Adams ∆ ★ |
| Top 40                | - Bỉ – Karen Jansen - Botswana – Anicia Gaothusi - Cộng hòa Dominica - Mayra Delgado $ - Estonia – Eliise Randmaa § - Haiti – Christee Guirand - Indonesia – Monica Kezia Sembiring ‡ ★ - Jamaica – Tahje Bennett - Malaysia – Saroop Roshi - Montenegro - Andrea Nikolić $ - New Zealand – Samantha Poole - Panama – Karol Rodríguez - Serbia – Aleksandra Rutović - Somalia – Zainab Jama - Trinidad và Tobago – Anna-Lise Nanton ∆ - Thổ Nhĩ Kỳ – Idil Bilgen ∆ - Uganda – Natasha Nyonyozi ★ - Việt Nam – Huỳnh Trần Ý Nhi - Zambia – Faith Bwalya ∆ - Zimbabwe – Courtney Jongwe |

Ghi chú:
- § – Thí sinh tiến thẳng vào top 40 do chiến thắng giải thưởng Sports.
- ‡ – Thí sinh tiến thẳng vào top 40 do chiến thắng giải thưởng Talent.
- ∆ – Thí sinh tiến thẳng vào top 40 do chiến thắng giải thưởng Head to Head Challenge.
- * – Thí sinh tiến thẳng vào top 40 do chiến thắng giải thưởng Top Model.
- ★ – Thí sinh tiến thẳng vào top 40 do chiến thắng giải thưởng Beauty With a Purpose.
- $ – Thí sinh tiến thẳng vào top 40 do chiến thắng giải thưởng Multimedia Challenge.

### Thứ tự công bố
| 1. Puerto Rico 2. Martinique 3. Cộng hòa Dominica 4. Trinidad và Tobago 5. Argentina 6. Brasil 7. Haiti 8. Jamaica 9. Panamá 10. Hoa Kỳ 11. Uganda 12. Namibia 13. Cameroon 14. Zambia 15. Botswana 16. Ethiopia 17. Nigeria 18. Somalia 19. Tunisia 20. Zimbabwe 21. Wales 22. Ireland 23. Montenegro 24. Estonia 25. Bỉ 26. Ý 27. Bắc Ireland 28. Ba Lan 29. Serbia 30. Ukraina 31. Indonesia 32. Ấn Độ 33. Thái Lan 34. Thổ Nhĩ Kỳ 35. Úc 36. Liban 37. Malaysia 38. New Zealand 39. Philippines 40. Việt Nam | 1. Argentina 2. Brasil 3. Martinique 4. Puerto Rico 5. Hoa Kỳ 6. Cameroon 7. Ethiopia 8. Namibia 9. Nigeria 10. Tunisia 11. Ireland 12. Ý 13. Ba Lan 14. Ukraina 15. Wales 16. Úc 17. Ấn Độ 18. Liban 19. Philippines 20. Thái Lan | 1. Brasil 2. Martinique 3. Ethiopia 4. Namibia 5. Ba Lan 6. Ukraina 7. Philippines 8. Thái Lan | 1. Martinique 2. Ethiopia 3. Ba Lan 4. Thái Lan |

### Nữ hoàng sắc đẹp khu vực
| Châu lục/Khu vực | Chiến thắng                        |
| ---------------- | ---------------------------------- |
| Châu Mỹ          | - Brazil – Jéssica Pedroso         |
| Vùng Caribe      | - Martinique – Aurélie Joachim     |
| Châu Phi         | - Ethiopia – Hasset Dereje Admassu |
| Châu Âu          | - Ba Lan – Maja Klajda             |
| Châu Á           | - Philippines – Krishnah Gravidez  |
| Châu Đại Dương   | - Úc – Jasmine Stringer            |

## Các phần thi

### Head to Head Challenge
- Thí sinh chiến thắng phần thi Head to Head Challenge sẽ được tiến thẳng vào Top 40.

| Kết quả     | Thí sinh                                                                                  | Khu vực                 |
| ----------- | ----------------------------------------------------------------------------------------- | ----------------------- |
| Chiến thắng | - Trinidad và Tobago – Anna-Lise Nanton                                                   | Châu Mỹ - Vùng Caribe   |
| Chiến thắng | - Zambia – Faith Bwalya                                                                   | Châu Phi                |
| Chiến thắng | - Wales – Millie-Mae Adams                                                                | Châu Âu                 |
| Chiến thắng | - Thổ Nhĩ Kỳ – Idil Bilgen                                                                | Châu Á - Châu Đại Dương |
| Top 8       | - Brazil – Jéssica Pedroso                                                                | Châu Mỹ - Vùng Caribe   |
| Top 8       | - Namibia – Selma Kamanya                                                                 | Châu Phi                |
| Top 8       | - Ireland – Jasmine Gerhardt                                                              | Châu Âu                 |
| Top 8       | - Thái Lan – Suchata Chuangsri                                                            | Châu Á - Châu Đại Dương |
| Top 20      | - Quần đảo Cayman – Jada Ramoon - Guyana – Zalika Samuels - Suriname – Chenella Rozendaal | Châu Mỹ - Vùng Caribe   |
| Top 20      | - Somalia – Zainab Jama - Nam Phi – Zoalise van Rensburg - Uganda – Natasha Nyonyozi      | Châu Phi                |
| Top 20      | - Pháp – Agathe Cauet - Đức – Silvia Dörre Sánchez - Tây Ban Nha – Corina Mrazek          | Châu Âu                 |
| Top 20      | - Nhật Bản – Kiata Tomita - Liban – Nada Koussa - Sri Lanka – Anudi Gunasekara            | Châu Á - Châu Đại Dương |

### Sports
- Thí sinh chiến thắng phần thi Sports sẽ được tiến thẳng vào Top 40.

| Kết quả     | Thí sinh | Khu vực/Nhóm                         |
| ----------- | --- | ------------------------------------ |
| Chiến thắng | - Estonia – Eliise Randmaa | Châu Âu (Nhóm Xanh Dương)            |
| Hạng nhì    | - Martinique – Aurélie Joachim | Châu Mỹ - Vùng Caribe (Nhóm Xanh Lá) |
| Hạng ba     | - Canada – Emma Morrison | Châu Mỹ - Vùng Caribe (Nhóm Xanh Lá) |
| Hạng tư     | - Trinidad và Tobago - Anna-Lise Nanton | Châu Mỹ - Vùng Caribe (Nhóm Xanh Lá) |
| Top 32      | - Curaçao - Shubrainy Dams - El Salvador - Sofía Estupinián - Guatemala - Jeymi Escobedo - Mexico - Maryely Leal - Nicaragua - Virmania Rodríguez                                                                                                 | Châu Mỹ - Vùng Caribe (Nhóm Xanh Lá) |
| Top 32      | - Angola - Nuria Assis - Botswana - Anicia Gaothusi - Ethiopia - Hasset Dereje - Kenya - Grace Ramtu - Namibia - Selma Kamanya - Nigeria - Raimi Mojisola - Somalia - Zainab Jama - Zimbabwe - Courtney Jongwe                                    | Châu Phi (Nhóm Vàng)                 |
| Top 32      | - Bỉ - Karen Jansen - Bulgaria - Teodora Miltenova - Pháp - Agathe Cauet - Ireland - Jasmine Gerhardt - Hà Lan - Jane Knoester - Bắc Ireland - Hannah Johns - Slovenia - Alida Tomanič                                                            | Châu Âu (Nhóm Xanh Dương)            |
| Top 32      | - Úc - Jasmine Stringer - Indonesia - Monica Kezia Sembiring - Nhật Bản - Kiata Tomita - Mông Cổ - Erdenesuvd Batyabar - New Zealand - Samantha Poole - Philippines - Krishnah Gravidez - Singapore - Katerina Delvina - Thổ Nhĩ Kỳ - Idil Bilgen | Châu Á - Châu Đại Dương (Nhóm Đỏ)    |

### Talent
- Thí sinh chiến thắng phần thi Talent sẽ được tiến thẳng vào Top 40.

| Kết quả     | Thí sinh | Khu vực                 |
| ----------- | --- | ----------------------- |
| Chiến thắng | - Indonesia - Monica Kezia Sembiring | Châu Á - Châu Đại Dương |
| Á quân 1    | - Cameroon - Issie Princesse | Châu Phi                |
| Á quân 2    | - Ý - Chiara Esposito | Châu Âu                 |
| Top 24      | - Argentina - Guadelope Alomar - Brazil - Jéssica Pedroso - Quần đảo Cayman - Jada Ramoon - Jamaica - Tahje Bennett - Trinidad và Tobago - Anna-Lise Nanton - Hoa Kỳ - Athenna Crosby                                                          | Châu Mỹ - Vùng Caribe   |
| Top 24      | - Ethiopia - Hasset Dereje - Kenya - Grace Ramtu - Nigeria - Raimi Mojisola | Châu Phi                |
| Top 24      | - Cộng hòa Séc - Adéla Štroffeková - Estonia - Eliise Randmaa - Đức - Silvia Dörre Sánchez - Ireland - Jasmine Gerhardt - Malta - Martine Cutajar - Hà Lan - Jane Knoester - Wales - Millie-Mae Adams                                          | Châu Âu                 |
| Top 24      | - Úc - Jasmine Stringer - Ấn Độ - Nandini Gupta - Philippines - Krishnah Gravidez - Sri Lanka - Anudi Gunasekara | Châu Á - Châu Đại Dương |
| Top 48      | - Martinique - Aurélie Joachim - Paraguay - Yanina Gómez - Puerto Rico - Valeria Pérez - Suriname - Chenella Rozendaal | Châu Mỹ - Vùng Caribe   |
| Top 48      | - Angola - Nuria Assis - Botswana - Anicia Gaothusi - Guinea Xích Đạo - Estela Nguema - Tunisia - Lamis Redissi - Zambia - Faith Bwalya | Châu Phi                |
| Top 48      | - Gibraltar - Shania Ballester - Hy Lạp - Stella Michailidou - Latvia - Maria Elizabete Mishurova - Moldova - Anghelina Chitaica - Montenegro - Andrea Nikolić - Ba Lan - Maja Klajda - Serbia - Aleksandra Rutović - Slovenia - Alida Tomanič | Châu Âu                 |
| Top 48      | - Armenia - Adrine Atshemyan - Bangladesh - Aklima Atika Konika - Campuchia - Julia Russell - Trung Quốc - Liu Wanting - Kazakhstan - Sabina Idrissova - Malaysia - Saroop Roshi - Myanmar - Khisa Khin - Việt Nam - Huỳnh Trần Ý Nhi          | Châu Á - Châu Đại Dương |

### Top Model
- Thí sinh chiến thắng phần thi Top Model sẽ được tiến thẳng vào Top 40.

| Kết quả     | Thí sinh                            | Khu vực                 |
| ----------- | ----------------------------------- | ----------------------- |
| Chiến thắng | - Martinique - Aurélie Joachim      | Châu Mỹ - Vùng Caribe   |
| Chiến thắng | - Namibia - Selma Kamanya           | Châu Phi                |
| Chiến thắng | - Ireland - Jasmine Gerhardt        | Châu Âu                 |
| Chiến thắng | - Ấn Độ - Nandini Gupta             | Châu Á - Châu Đại Dương |
| Top 8       | - Venezuela - Valeria Cannavò       | Châu Mỹ - Vùng Caribe   |
| Top 8       | - Bờ Biển Ngà - Fatoumata Coulibaly | Châu Phi                |
| Top 8       | - Bỉ - Karen Jansen                 | Châu Âu                 |
| Top 8       | - New Zealand - Samantha Poole      | Châu Á - Châu Đại Dương |

### Best Designer Dress
| Khu vực                 | Thí sinh                         |
| ----------------------- | -------------------------------- |
| Châu Mỹ - Vùng Caribe   | - Puerto Rico - Valeria Pérez    |
| Châu Phi                | - Nam Phi - Zoalise van Rensburg |
| Châu Âu                 | - Ukraine - Maria Melnychenko    |
| Châu Á - Châu Đại Dương | - New Zealand - Samantha Poole   |

### Beauty With a Purpose
- Thí sinh chiến thắng phần thi Beauty With a Purpose sẽ được tiến thẳng vào Top 40.

| Kết quả                   | Thí sinh                           | Khu vực                 |
| ------------------------- | ---------------------------------- | ----------------------- |
| Chiến thắng               | Indonesia - Monica Kezia Sembiring | Châu Á - Châu Đại Dương |
| Chiến thắng theo châu lục | - Puerto Rico - Valeria Pérez      | Châu Mỹ - Vùng Caribe   |
| Chiến thắng theo châu lục | - Uganda - Natasha Nyonyozi        | Châu Phi                |
| Chiến thắng theo châu lục | - Wales - Millie-Mae Adams         | Châu Âu                 |
| Top 8                     | - Paraguay - Yanina Gómez          | Châu Mỹ - Vùng Caribe   |
| Top 8                     | - Sierra Leone - Lachaeveh Davies  | Châu Phi                |
| Top 8                     | - Tây Ban Nha - Corina Mrazek      | Châu Âu                 |
| Top 8                     | - Việt Nam - Huỳnh Trần Ý Nhi      | Châu Á - Châu Đại Dương |

### Multimedia Challenge
- Thí sinh chiến thắng phần thi Multimedia Challenge sẽ được tiến thẳng vào Top 40.

| Kết quả     | Thí sinh                                                                                       | Khu vực                 |
| ----------- | ---------------------------------------------------------------------------------------------- | ----------------------- |
| Chiến thắng | - Cộng hòa Dominica - Mayra Delgado                                                            | Châu Mỹ - Vùng Caribe   |
| Chiến thắng | - Cameroon - Issie Princesse                                                                   | Châu Phi                |
| Chiến thắng | - Montenegro - Andrea Nikolić                                                                  | Châu Âu                 |
| Chiến thắng | - Thái Lan - Suchata Chuangsri                                                                 | Châu Á - Châu Đại Dương |
| Top 8       | - Brazil - Jéssica Pedroso                                                                     | Châu Mỹ - Vùng Caribe   |
| Top 8       | - Nam Phi - Zoalise van Rensburg                                                               | Châu Phi                |
| Top 8       | - Bắc Ireland - Hannah Johns                                                                   | Châu Âu                 |
| Top 8       | - Sri Lanka - Anudi Gunasekara                                                                 | Châu Á - Châu Đại Dương |
| Top 20      | - Canada – Emma Morrison - Mexico - Maryely Leal - Venezuela - Valeria Cannavò                 | Châu Mỹ - Vùng Caribe   |
| Top 20      | - Namibia - Selma Kamanya - Uganda - Natasha Nyonyozi - Zimbabwe - Courtney Jongwe             | Châu Phi                |
| Top 20      | - Pháp - Agathe Cauet - Hy Lạp - Stella Michailidou - Ba Lan - Maja Klajda                     | Châu Âu                 |
| Top 20      | - New Zealand - Samantha Poole - Philippines - Krishnah Gravidez - Việt Nam - Huỳnh Trần Ý Nhi | Châu Á - Châu Đại Dương |

## Các giải thưởng đặc biệt
| Giải thưởng            | Thí sinh                                |
| ---------------------- | --------------------------------------- |
| Head to Head Challenge | - Trinidad và Tobago - Anna-Lise Nanton |
| Head to Head Challenge | - Thổ Nhĩ Kỳ - Idil Bilgen              |
| Head to Head Challenge | - Wales - Millie-Mae Adams              |
| Head to Head Challenge | - Zambia - Faith Bwalya                 |
| Sports                 | - Estonia – Eliise Randmaa              |
| Talent                 | - Indonesia - Monica Kezia Sembiring    |
| Top Model              | - Ấn Độ - Nandini Gupta                 |
| Top Model              | - Ireland - Jasmine Gerhardt            |
| Top Model              | - Martinique – Aurélie Joachim          |
| Top Model              | - Namibia - Selma Kamanya               |
| Beauty With A Purpose  | - Indonesia - Monica Kezia Sembiring    |
| Beauty With A Purpose  | - Puerto Rico - Valeria Pérez           |
| Beauty With A Purpose  | - Uganda - Natasha Nyonyozi             |
| Beauty With A Purpose  | - Wales - Millie-Mae Adams              |
| Multimedia Challenge   | - Cameroon - Issie Princesse            |
| Multimedia Challenge   | - Cộng hòa Dominica - Mayra Delgado     |
| Multimedia Challenge   | - Montenegro - Andrea Nikolić           |
| Multimedia Challenge   | - Thái Lan - Suchata Chuangsri          |

## Thí sinh tham gia
Cuộc thi có tổng cộng 108 thí sinh tham gia:
| Quốc gia/ Vùng lãnh thổ | Thí sinh                  | Tuổi | Quê quán         | Khu vực                 |
| ----------------------- | ------------------------- | ---- | ---------------- | ----------------------- |
| Albania                 | Elona Ndrecaj             | 24   | Tirana           | Châu Âu                 |
| Angola                  | Nuria Assis               | 30   | Luanda           | Châu Phi                |
| Argentina               | Guadelope Alomar          | 20   | Rosario          | Châu Mỹ - Vùng Caribe   |
| Armenia                 | Adrine Atshemyan          | 19   | Yerevan          | Châu Á - Châu Đại Dương |
| Úc                      | Jasmine Stringer          | 27   | Gold Coast       | Châu Á - Châu Đại Dương |
| Bangladesh              | Aklima Atika Konika       | 26   | Dhaka            | Châu Á - Châu Đại Dương |
| Bỉ                      | Karen Jansen              | 23   | Lommel           | Châu Âu                 |
| Belize                  | Shayari Morataya          | 23   | Thành phố Belize | Châu Mỹ - Vùng Caribe   |
| Bolivia                 | Olga Chavez               | 21   | Santa Cruz       | Châu Mỹ - Vùng Caribe   |
| Bosna và Hercegovina    | Ena Adrović               | 21   | Živinice         | Châu Âu                 |
| Botswana                | Anicia Gaothusi           | 22   | Tutume           | Châu Phi                |
| Brazil                  | Jéssica Pedroso           | 24   | Piracicaba       | Châu Mỹ - Vùng Caribe   |
| Bulgaria                | Teodora Miltenova         | 24   | Petrich          | Châu Âu                 |
| Campuchia               | Julia Russell             | 18   | Phnôm Pênh       | Châu Á - Châu Đại Dương |
| Cameroon                | Issie Princesse           | 24   | Littoral         | Châu Phi                |
| Canada                  | Emma Morrison             | 24   | Chapleau         | Châu Mỹ - Vùng Caribe   |
| Quần đảo Cayman         | Jada Ramoon               | 26   | Bodden Town      | Châu Mỹ - Vùng Caribe   |
| Chile                   | Francisca Lavandero       | 23   | Los Ángeles      | Châu Mỹ - Vùng Caribe   |
| Trung Quốc              | Liu Wanting               | 21   | Duy Phường       | Châu Á - Châu Đại Dương |
| Colombia                | Catalina Quintero         | 24   | Bogotá           | Châu Mỹ - Vùng Caribe   |
| Bờ Biển Ngà             | Fatoumata Coulibaly       | 21   | Gontougo         | Châu Phi                |
| Croatia                 | Tomislava Dukić           | 26   | Tomislavgrad     | Châu Âu                 |
| Curaçao                 | Shubrainy Dams            | 23   | Willemstad       | Châu Mỹ - Vùng Caribe   |
| Cộng hòa Séc            | Adéla Štroffeková         | 22   | Praha            | Châu Âu                 |
| Đan Mạch                | Emma Heyst                | 22   | Copenhagen       | Châu Âu                 |
| Cộng hòa Dominica       | Mayra Delgado             | 23   | Santo Domingo    | Châu Mỹ - Vùng Caribe   |
| Ecuador                 | Sandra Alvarado           | 24   | Santo Domingo    | Châu Mỹ - Vùng Caribe   |
| El Salvador             | Sofía Estupinián          | 25   | Santa Ana        | Châu Mỹ - Vùng Caribe   |
| Anh                     | Charlotte Grant           | 25   | Liverpool        | Châu Âu                 |
| Guinea Xích Đạo         | Estela Nguema             | 23   | Akurenam         | Châu Phi                |
| Estonia                 | Eliise Randmaa            | 24   | Türi             | Châu Âu                 |
| Ethiopia                | Hasset Dereje             | 19   | Addis Ababa      | Châu Phi                |
| Phần Lan                | Sofia Singh               | 28   | Helsinki         | Châu Âu                 |
| Pháp                    | Agathe Cauet              | 26   | Lille            | Châu Âu                 |
| Đức                     | Silvia Dörre Sánchez      | 28   | Leipzig          | Châu Âu                 |
| Ghana                   | Jutta Pokuah              | 20   | Central Region   | Châu Phi                |
| Gibraltar               | Shania Ballester          | 19   | Gibraltar        | Châu Âu                 |
| Hy Lạp                  | Stella Michailidou        | 23   | Thessaloniki     | Châu Âu                 |
| Guadeloupe              | Noémie Milne              | 26   | Baie-Mahault     | Châu Mỹ - Vùng Caribe   |
| Guatemala               | Jeymi Escobedo            | 18   | Mazatenango      | Châu Mỹ - Vùng Caribe   |
| Guinea                  | Kadiatou Savané           | 27   | Conakry          | Châu Phi                |
| Guyana                  | Zalika Samuels            | 21   | Georgetown       | Châu Mỹ - Vùng Caribe   |
| Haiti                   | Christee Guirand          | 24   | Port-au-Prince   | Châu Mỹ - Vùng Caribe   |
| Honduras                | Izza Sevilla              | 18   | La Ceiba         | Châu Mỹ - Vùng Caribe   |
| Hungary                 | Andrea Katzenbach         | 23   | Kiskőrös         | Châu Âu                 |
| Ấn Độ                   | Nandini Gupta             | 20   | Kota             | Châu Á - Châu Đại Dương |
| Indonesia               | Monica Kezia Sembiring    | 22   | Karo             | Châu Á - Châu Đại Dương |
| Ireland                 | Jasmine Gerhardt          | 25   | Dublin           | Châu Âu                 |
| Ý                       | Chiara Esposito           | 21   | Curti            | Châu Âu                 |
| Jamaica                 | Tahje Bennett             | 24   | Kingston         | Châu Mỹ - Vùng Caribe   |
| Nhật Bản                | Kiata Tomita              | 28   | Tokyo            | Châu Á - Châu Đại Dương |
| Kazakhstan              | Sabina Idrissova          | 22   | Astana           | Châu Á - Châu Đại Dương |
| Kenya                   | Grace Ramtu               | 25   | Nairobi          | Châu Phi                |
| Kyrgyzstan              | Aijan Chanacheva          | 26   | Issyk-Kul        | Châu Á - Châu Đại Dương |
| Latvia                  | Maria Elizabete Mishurova | 17   | Riga             | Châu Âu                 |
| Liban                   | Nada Koussa               | 26   | Rahbeh           | Châu Á - Châu Đại Dương |
| Madagascar              | Cyria Temagnombe          | 22   | Tsiroanomandidy  | Châu Phi                |
| Malaysia                | Saroop Roshi              | 26   | Perak            | Châu Á - Châu Đại Dương |
| Malta                   | Martine Cutajar           | 25   | Attard           | Châu Âu                 |
| Martinique              | Aurélie Joachim           | 27   | Ducos            | Châu Mỹ - Vùng Caribe   |
| Mauritius               | Wenna Rumnah              | 22   | Port Louis       | Châu Phi                |
| Mexico                  | Maryely Leal              | 28   | Guasave          | Châu Mỹ - Vùng Caribe   |
| Moldova                 | Anghelina Chitaica        | 22   | Tiraspol         | Châu Âu                 |
| Mông Cổ                 | Erdenesuvd Batyabar       | 22   | Ulaanbaatar      | Châu Á - Châu Đại Dương |
| Montenegro              | Andrea Nikolić            | 21   | Podgorica        | Châu Âu                 |
| Myanmar                 | Khisa Khin                | 17   | Taw Kyawe Inn    | Châu Á - Châu Đại Dương |
| Namibia                 | Selma Kamanya             | 28   | Windhoek         | Châu Phi                |
| Nepal                   | Srichchha Pradhan         | 25   | Kathmandu        | Châu Á - Châu Đại Dương |
| Hà Lan                  | Jane Knoester             | 19   | Den Haag         | Châu Âu                 |
| New Zealand             | Samantha Poole            | 22   | Whangārei        | Châu Á - Châu Đại Dương |
| Nicaragua               | Virmania Rodríguez        | 23   | El Jicaral       | Châu Mỹ - Vùng Caribe   |
| Nigeria                 | Raimi Mojisola            | 24   | Osun             | Châu Phi                |
| Bắc Macedonia           | Charna Nevzati            | 20   | Skopje           | Châu Âu                 |
| Bắc Ireland             | Hannah Johns              | 25   | Belfast          | Châu Âu                 |
| Panama                  | Karol Rodriguez           | 22   | Thành phố Panama | Châu Mỹ - Vùng Caribe   |
| Paraguay                | Yanina Gómez              | 27   | Asunción         | Châu Mỹ - Vùng Caribe   |
| Peru                    | Staisy Huamansisa         | 20   | Lima             | Châu Mỹ - Vùng Caribe   |
| Philippines             | Krishnah Gravidez         | 24   | Baguio           | Châu Á - Châu Đại Dương |
| Ba Lan                  | Maja Klajda               | 21   | Łęczna           | Châu Âu                 |
| Bồ Đào Nha              | Maria Amélia Baptista     | 26   | Porto            | Châu Âu                 |
| Puerto Rico             | Valeria Pérez             | 23   | Manatí           | Châu Mỹ - Vùng Caribe   |
| Romania                 | Alexandra Cătălin         | 23   | Bucharest        | Châu Âu                 |
| Scotland                | Amy Scott                 | 24   | Strathaven       | Châu Âu                 |
| Senegal                 | Mame Fama Gaye            | 24   | Fatick           | Châu Phi                |
| Serbia                  | Aleksandra Rutović        | 25   | Beograd          | Châu Âu                 |
| Sierra Leone            | Lachaeveh Davies          | 23   | Freetown         | Châu Phi                |
| Singapore               | Katerina Delvina          | 28   | Singapore        | Châu Á - Châu Đại Dương |
| Slovenia                | Alida Tomanič             | 20   | Ptuj             | Châu Âu                 |
| Somalia                 | Zainab Jama               | 23   | Mogadishu        | Châu Phi                |
| Nam Phi                 | Zoalise van Rensburg      | 19   | Johannesburg     | Châu Phi                |
| Nam Sudan               | Ayom Mathiech             | 24   | Gogrial          | Châu Phi                |
| Tây Ban Nha             | Corina Mrazek             | 22   | Los Realejos     | Châu Âu                 |
| Sri Lanka               | Anudi Gunasekara          | 25   | Anuradhapura     | Châu Á - Châu Đại Dương |
| Suriname                | Chenella Rozendaal        | 21   | Paramaribo       | Châu Mỹ - Vùng Caribe   |
| Thụy Điển               | Isabelle Ahs              | 20   | Malmö            | Châu Âu                 |
| Thái Lan                | Suchata Chuangsri         | 22   | Phuket           | Châu Á - Châu Đại Dương |
| Togo                    | Nathalie Yao-Amuama       | 21   | Lomé             | Châu Phi                |
| Trinidad và Tobago      | Anna-Lise Nanton          | 23   | Santa Cruz       | Châu Mỹ - Vùng Caribe   |
| Tunisia                 | Lamis Redissi             | 23   | Djerba           | Châu Phi                |
| Thổ Nhĩ Kỳ              | Idil Bilgen               | 24   | Ankara           | Châu Á - Châu Đại Dương |
| Uganda                  | Natasha Nyonyozi          | 23   | Kabale           | Châu Phi                |
| Ukraine                 | Maria Melnychenko         | 20   | Kyiv             | Châu Âu                 |
| Hoa Kỳ                  | Athenna Crosby            | 26   | San Jose         | Châu Mỹ - Vùng Caribe   |
| Venezuela               | Valeria Cannavò           | 24   | Maracay          | Châu Mỹ - Vùng Caribe   |
| Việt Nam                | Huỳnh Trần Ý Nhi          | 22   | Bình Định        | Châu Á - Châu Đại Dương |
| Wales                   | Millie-Mae Adams          | 22   | Cardiff          | Châu Âu                 |
| Zambia                  | Faith Bwalya              | 24   | Kitwe            | Châu Phi                |
| Zimbabwe                | Courtney Jongwe           | 23   | Mutare           | Châu Phi                |

## Chú ý

### Trở lại
| - Lần cuối tham gia vào năm 2012: - Suriname - Lần cuối tham gia vào năm 2015: - Bắc Macedonia - Lần cuối tham gia vào năm 2018: - Latvia - Zambia | - Lần cuối tham gia vào năm 2019: - Kyrgyzstan - Lần cuối tham gia vào năm 2021: - Albania - Armenia - Guinea Xích Đạo |

### Bỏ cuộc
| - Costa Rica – Fabiola Vindas - Guinea-Bissau - Iraq - Hàn Quốc – Min Jung - Lesotho – Lerato Masila - Liberia | - Ma Cao - Maroc - Na Uy – Nikoline Andersen - Slovakia – Daniela Vojtasová - Tanzania – Tracy Nabukeera - Uruguay |